# Tirà formiguer septentrional
El tirà formiguer septentrional (Corythopis torquatus) és un ocell de la família dels tirànids (Tyrannidae).

## Hàbitat i distribució
Habita els boscos de les terres baixes des del sud-est de Colòmbia, sud de Veneçuela i Guaiana, cap al sud, a través de l'est de l'Equador i est del Perú fins al nord i l'est de Bolívia i Brasil amazònic.